# جيف هوبكينز
جيف هوبكينز (بالإنجليزية: Jeff Hopkins)‏ (14 أبريل 1964 بسوانزي في المملكة المتحدة - ) هو لاعب كرة قدم بريطاني في مركز الدفاع. شارك مع منتخب ويلز تحت 21 سنة لكرة القدم ومنتخب ويلز لكرة القدم. أما مع النوادي، فقد لعب مع كريستال بالاس ونادي بريستول روفيرز ونادي بليموث أرجايل ونادي ريدنغ ونادي سلاغور ونادي فولهام وFalcons 2000 SC ‏.

## وصلات خارجية
- جيف هوبكينز على موقع قاعدة بيانات كرة القدم.إي يو (الإنجليزية)
- جيف هوبكينز على موقع ناشيونال فوتبول تيمز (الإنجليزية)